# 1751 год в науке
В 1751 году произошли различные научные и технологические события, некоторые из которых представлены ниже.

## События
- Шведский химик Аксель Кронстедт открыл никель.

## Публикации
- Бенджамин Франклин опубликовал книгу «Опыты и наблюдения над электричеством[англ.]», которая произвела сенсацию и была переведена на многие европейские языки (состоялись пять английских переизданий, три французских, одно немецкое, итальянское и латинское). Франклин экспериментально доказал электрическую природу молнии и объяснил, как защититься от неё с помощью изобретённого им громоотвода. Он предположил, что существует какая-то связь электричества с магнетизмом, так как был зарегистрирован случай, когда молния поменяла полюса магнита. Книга побудила многих учёных Европы заняться глубоким изучением электричества[1].
- Издана тщательно выверенная церковно-славянская Библия, так называемая «Елизаветинская», текст которой, почти без изменений, до сих пор применяет Русская православная церковь.
- Опубликована «Философия ботаники» Карла Линнея.

## Награды
- Медаль Копли: Джон Кэнтон, английский физик-экспериментатор.

## Родились
- 3 марта — Пьер Прево, швейцарский физик и философ.
- 10 декабря — Джордж Шоу, английский ботаник и зоолог.
- Нильс Тресков — норвежский философ, основатель Университета Осло (умер в 1833).

## Скончались
- 30 августа — Кристофер Польхем, шведский учёный и изобретатель.
- 11 ноября — Жюльен Офре де Ламетри, французский врач и философ-материалист (род. 1709).
- 30 ноября — Жан Филипп де Шезо, швейцарский астроном и физик.